# Лю Шівень
Лю Шівень (кит.: 刘诗雯, нар. 12 квітня 1991) — китайська настільна тенісистка, олімпійська чемпіонка 2016 року.

## Виступи на Олімпіадах
| Олімпіада           | Дисципліна       | Місце |
| ------------------- | ---------------- | ----- |
| Ріо-де-Жанейро 2016 | командний розряд | 1     |

## Зовнішні посилання
- Лю Шівень — олімпійська статистика на сайті Sports-Reference.com (англ.) (архівна версія)